# 펀치 드렁크 러브
《펀치 드렁크 러브》(영어: Punch-Drunk Love)는 폴 토머스 앤더슨이 각본과 감독을 맡은 2002년에 개봉한 미국의 로맨틱 코미디 드라마 영화이다. 애덤 샌들러, 에밀리 왓슨, 필립 시모어 호프먼, 루이스 거스만, 메리 린 라이스커브등이 출연했다.

## 줄거리
로스앤젤레스에서 배리 이간은 테마 변기 뚫어뻥과 기타 참신한 품목을 판매하는 회사를 소유한 독신남이다. 그는 자신을 끊임없이 비웃고 정서적으로 학대하는 7명의 거만한 누나들이 있으며, 분노 발작과 사회 불안으로 점철된 외로운 삶을 살아간다.
어느 날 배리는 설명할 수 없는 자동차 사고를 목격하고, 길가에 버려진 풍금을 주워들고, 그의 누나 엘리자베스의 직장 동료인 레나 레너드를 만난다. 레나는 직장에서 엘리자베스의 가족 사진에서 그를 본 후 만남을 주선했었다. 배리는 그의 누나의 생일 파티에 참석하고, 그곳에서 그들은 그의 성 정체성을 놀려댔고, 이는 그가 미닫이 유리문을 부수는 폭력적인 폭발로 이어졌다. 그 후 그는 처남에게 개인적으로 치료사를 소개해 달라고 부탁한다.
집에서 배리는 외로움을 달래기 위해 폰섹스 라인에 전화한다. 폰섹스 상담원은 그에게 돈을 갈취하려 하고, 그 다음 형제 관계인 4명의 부하를 보낸다. 이는 레나와의 싹트고 있는 관계뿐만 아니라, 헬시 초이스 프로모션의 허점을 이용하여 대량의 푸딩을 구매함으로써 백만 상용 고객 마일리지를 축적하려는 그의 계획을 복잡하게 만든다.
레나가 출장을 위해 하와이주로 떠나자 배리는 그녀를 따라가기로 결심한다. 그는 누나를 이용하여 레나를 찾아내고, 레나는 그를 보자 매우 기뻐한다. 둘이 함께 시간을 보내는 동안 배리의 누나가 레나에게 전화를 걸고, 레나는 그와 연락하고 있다는 것에 대해 거짓말을 한다. 로맨스는 더욱 발전하여 배리의 정서적 고립으로부터의 해방으로 이어진다.
돌아오는 길에 네 형제가 배리의 차를 들이받아 레나에게 경미한 부상을 입힌다. 타이어 레버로 그들을 물리친 후 배리는 그녀를 병원에 남겨두고 괴롭힘을 끝내기 위해 나선다. 그는 폰섹스 라인에 다시 전화하여 "감독관"이 매트리스 가게 주인임을 알게 된다. 배리는 주인의 딘을 직접 만나기 위해 프로보까지 차를 몰고 간다. 처음에는 배리를 위협하려 했지만, 딘은 그가 캘리포니아에서 멀리 왔다는 것을 알게 되자 그를 더 위협적으로 여긴다. 그들은 둘 다 "그것으로 끝이다"라고 동의한다.
집으로 돌아온 배리는 레나를 찾아가 사고가 일어난 이유를 설명한다. 그는 용서를 빌며, 푸딩 마일리지가 처리된 후 모든 미래의 출장에 그녀와 동행하기 위해 자신의 상용 고객 마일리지를 사용하겠다고 충성을 맹세한다. 레나는 병원에 남겨진 것에 더 화가 났다고 고백하지만, 배리를 용서하고 그들은 포옹한다.

## 한국판 성우진(KBS) (2008년 9월 7일)
- 김일 - 배리(아담 샌들러)
- 강희선 - 리나(에밀리 왓슨)
- 이호인 - 딘(필립 세이모어 호프만)
- 서문석 - 랜스(루이스 구즈만)
- 송덕희 - 라티사(애슐리 크락)
- 유명숙 - 론다 누나(하젤 메일러)
- 장우영 - 엘리자베스(메리 린 라즈스쿠브)
- 이광수 - 월터(로버트 스미겔)
- 민지 - 간호사(에스더 이메이드 발로군)
- 유호한 - 카터(제이슨 앤드류스)
- 방우호 - 불량배(데이빗 H. 스티븐스)
- 심승한 - 직원(호르헤 바라오나)
- 오인실 - 수잔(리사 스펙터)
- 홍선영 - 캐서린(줄리 허멜린)